# Го Гэнмао
Го Гэнма́о (кит. упр. 郭庚茂, пиньинь Guō Gēngmào; род. в декабре 1950, уезд Цзисянь, пров. Хэбэй) - китайский политик, глава парткома провинции Хэнань (2013–2016), прежде её же губернатор (2008-2013), губернатор пров. Хэбэй (2006-2008), член ЦК КПК в 2007-2017 годах (кандидат с 2002 года).
Член КПК с марта 1972 года, член ЦК КПК 17-18 созывов (кандидат 16 созыва). Депутат ВСНП 11-го созыва.

## Биография
По национальности ханец.
Окончил факультет международной политики Пекинского университета по политологии.
Окончил ЦПШ при ЦК КПК по политэкономии.
Трудовую деятельность начал в ноябре 1975 г.
С 1993 года вице-мэр, в 1994—1998 гг. мэр г. Синтай пров. Хэбэй и замглавы горкома КПК.
В 1998-2000 гг. вице-губернатор, в 2000-2007 гг. и. о. губернатора пров. Хэбэй.
В 2006-2009 гг. замглавы парткома пров. Хэнань.
C января 2007 по март 2008 губернатор пров. Хэбэй.
В 2008-2013 гг. губернатор провинции Хэнань (Центральный Китай), с марта 2013 года глава парткома провинции и с апреля председатель её ПК СНП.
В 2015 году встречался с президентом Таджикистана Эмомали Рахмоном, обсуждали сельскохозяйственную промышленность.